# Playa de La Espasa
El río Carrandi, o Espasa, desemboca en la playa y divide los términos municipales de la isla, en Asturias, por lo que un trocito de playa corresponde al concejo de Colunga y el resto al de Caravia. Con la marea baja, esta playa queda unida con la Playa de La Isla, con la que comparte servicios. También en bajamar puede accederse a la Playa de El Pozo de las Pipas y de El Barrigón; y en ocasiones excepcionales, incluso se puede pasar a la Playa de El Viso.

## Características
- Longitud: 1,200 metros, de los cuales, los últimos 75 corresponden a la playa conocida como El pozo de las Pipas, de la que la separa un promontorio rocoso.[1]
- Entorno residencial.
- Accesos rodados.
- Aparcamiento.
- Paseo litoral.

## Servicios
- aparcamiento
- duchas
- servicio socorristas diario
- restaurantes y chiringuitos
- escuela de surf

Sus servicios son compartidos con los de La Isla.

## El Camino de Santiago
El peregrino de la Ruta de la Costa del Camino de Santiago, entra en Colunga por el puente que libra este río (antiguamente de piedra, cuyos cimientos afloran en los días de grandes mareas). Desde aquí y tras atravesar los núcleos de población de: Venta de La Espasa (antiguo hospedaje de peregrinos), El Barrigón, Bueño, Covián, Colunga, Solriberu, La Calzada, El Terrerón, Ería de San Vicente, Venta Peón, Conlledo, Cruz de Beldreu, Pernús, Vega y La Llera, el peregrino entra en el municipio de Villaviciosa. En la localidad de La Isla encontramos el albergue de peregrinos. 